# Philodromus borana
Philodromus borana este o specie de păianjeni din genul Philodromus, familia Philodromidae, descrisă de Caporiacco, 1939.
Este endemică în Etiopia. Conform Catalogue of Life specia Philodromus borana nu are subspecii cunoscute.